# Park Jung-woo
Park Jung-woo (en hangul, 박정우) es un actor surcoreano.

## Carrera
En julio de 2020 se anunció que se había unido a la agencia "Varo Entertainment". Previamente formó parte de la agencia "BH Entertainment".
En marzo del 2017 se unió al elenco principal de la serie web de Naver TV: Love Playlist donde dio vida a Kang Yoon, un estudiante del departamento de ingeniería química, así como el interés romántico de Han Jae-in (Lee Yoo-jin), hasta el final de la serie en agosto de 2019.
El 30 de abril del 2020 apareció por primera vez como invitado en la serie Hospital Playlist donde interpretó al hermano de la doctora Jang Gyeo-wool (Shin Hyun-bin).
Ese mismo año se unirá al elenco recurrente de la serie Team Bulldog: Off-duty Investigation donde dio vida a Min Dae-jin.
En 2021 se unirá al elenco de la serie Fly High Butterfly (también conocida como "Fly, Butterfly") donde interpretará a Moo-yeol.
Ese mismo año, aunque originalmente se anunció que se uniría al elenco principal de la serie Money Heist donde daría vida a "Río", en mayo del mismo año se anunció que debido a conflictos de programación con el drama que estaba filmando actualmente ("Fly High Butterfly") se había retirado de la serie, por lo que fue reemplazado por el actor Lee Hyun-woo.
En 2022 protagonizó la película Una chica del siglo XX, con el papel de Baek Hyun-jin, un estudiante de secundaria muy popular entre sus compañeros.

## Filmografía

### Series de televisión
| Año             | Título                               | Personaje    | Notas                              |
| --------------- | ------------------------------------ | ------------ | ---------------------------------- |
| 2020            | Hospital Playlist                    | Jang Ga-eul  | 2 episodios (aparición invitada)   |
| 2020            | Team Bulldog: Off-duty Investigation | Min Dae-jin  |                                    |
| 2021            | D.P.                                 | Shin Woo-suk | 2 episodios - (aparición invitada) |
| 2021            | Hospital Playlist 2                  | Jang Ga-eul  | ep. #10 - (aparición invitada)     |
| 2021 - presente | Fly High Butterfly                   | Moo-yeol     |                                    |

### Series website
| Año  | Título          | Personaje | Notas        |
| ---- | --------------- | --------- | ------------ |
| 2017 | Love Playlist   | Kang Yoon | 8 episodios  |
| 2017 | Love Playlist 2 | Kang Yoon | 12 episodios |
| 2018 | Love Playlist 3 | Kang Yoon | ep. #4       |
| 2019 | Love Playlist 4 | Kang Yoon | 16 episodios |
| 2020 | XX              | Cliente   |              |

### Películas
| Año  | Título                 | Personaje               | Notas                                                |
| ---- | ---------------------- | ----------------------- | ---------------------------------------------------- |
| 2018 | My Dream Class         | Sang Goon (adolescente) | junto a Park Hee-soon - (narración)                  |
| 2022 | Una chica del siglo XX | Baek Hyun-jin           | junto a Byeon Woo-seok, Kim Yoo-jung y Noh Yoon-seo  |
| 2023 | Brave Citizen          | Go Jin-hyung            | Junto a Shin Hye-sun, Cha Cheong-hwa y Lee Jun-young |